# Kirkjugólf
Kirkjugólf, kyrkogolvet, är en geologisk formation med pelarförklyftning av basalt vid Kirkjubæjarklaustur på södra Island. Den är som ett golv av flerhörniga markplattor av basalt på en yta av omkring 80 kvadratmeter. Stenen har fått sin fason genom erosion av hav och glaciärer. 
Kirkjugólf ligger omedelbart nordväst om samhället Kirkjubæjarklaustur. 